# 中井國緒
中井 國緒 (なかい くにお、1954年11月20日 - 2017年9月1日）は、日本の検察官、公証人。
旭川地方検察庁検事正、前橋地方検察庁検事正、福岡地方検察庁検事正、さいたま地方検察庁検事正等を歴任した。

## 人物・経歴
兵庫県出身。兵庫県立柏原高等学校を経て、早稲田大学法学部卒業。地下鉄サリン事件の林郁夫オウム真理教治療大臣の取調べをするなどした。
大阪高等検察庁公安部長、旭川地方検察庁検事正、前橋地方検察庁検事正、福岡地方検察庁検事正、最高検察庁検事等を歴任後、さいたま地方検察庁検事正を最後に2014年に退官し、2015年から新橋公証役場公証人に転じた。
公証人退任後の2017年、兵庫県丹波市春日町池尾の実家田んぼで稲刈り中、運転するコンバインに轢かれ死亡した。死体は姉により発見された。